# Перемикайся. Стань тим, ким хочеш бути
Перемикайся. Стань тим, ким хочеш бути (англ. Triggers: Creating Behavior That Lasts, Becoming the Person You Want to Be by Marshall Goldsmith) - книжка автора бестселерів та всесвітньо відомого коуча Маршалла Ґолдсміта. Вперше опублікована в 2015 році. В 2017 перекладена українською мовою видавництвом «Наш формат» (перекладач - Наталія Валевська).

## Огляд книги
Загальноприйняте твердження, що живеться легше тим, хто «на вершині», в певній мірі правдиве. Чим вищу посаду ви займаєте на підприємстві, тим більше контролю зосереджується у ваших руках, але й проблем і викликів стає не менше. Просунутись по кар’єрній драбині вам вдасться або витіснивши когось, або започаткувавши свій бізнес. 
Автор досліджує оточуючі психологічні фактори, що руйнують нас на роботі та вдома. Чи коли-небудь ви помічали, що не являєтесь тією спокійною людиною, здатною мудро вирішувати проблеми, за кого себе сприймали раніше? Чи не дивно те, наскільки розгублено чи дратівливо ви можете поводитись в присутності окремих колег? Чи колись ви агресивно тиснули на педаль газу тільки через те, що хтось вас «підрізав»?
Наші реакції не з’являються нізвідки. Як правило, вони є результатом дії окремих факторів в нашому оточенні - люди та ситуації, які змушують нас поводитись діаметрально протилежним чином по відношенню до наших колег, друзів та рідних. Ці фактори є постійними, незмінними та всюдисущими. Вони виникають на зустрічах, в конкурентних умовах, коли ми перебуваємо під тиском. В даній проникливій книзі автор показує як подолатий такі ситуації. 
Зачасту нам здається ніби все виходить з-під контролю, але навіть за таких обставин ми в силі обирати як відреагувати. Без сумніву - зміни це важко. Перший крок - прийняти допомогу та, власне, мати бажання щось змінити. 
А ось відповідь лежить в щоденній практиці самоконтролю. Існує велика різниця між досягненням чогось та бажанням досягнути, адже не кожен досягне цілі, але кожен в праві намагатисть це зробити. Автор описує шість «цікавих запитань», які допоможуть взяти на себе відповідальність за прийняті зусилля та визначити, до чого прагне ваша душа. 
На основі реальних історій успіху виконавчих директорів та брокерів в бізнес-середовищі автор пропонує посібник з досягнення позитивних змін в житті, та як стати тією людиною, якою ви завжди себе уявляли. 

## Переклад українською
- Голдсміт, Маршал. Перемикайся. Стань тим, ким хочеш бути / пер. Наталія Валевська. К.: Наш Формат, 2017. —  240 с. — ISBN 978-617-7388-06-6